# Хляны
Хляны (укр. Хляни) — село в Яворовской городской общине Яворовского района Львовской области Украины.
Население по переписи 2001 года составляло 174 человека. Занимает площадь 0,211 км². Почтовый индекс — 81017. Телефонный код — 3259.